# 敘利亞-瑪拉巴禮天主教密西沙加教區
敘利亞-瑪拉巴禮天主教密西沙加教區是東儀天主教在加拿大的一個教區（敘利亞－瑪拉巴禮），直屬聖座。教區管轄加拿大全國，教座位於米西索加。
成立於2015年8月6日。2018年有約20000名教友，並由18名司鐸管理12個堂區。現任教區主教為若瑟·卡卢韦利尔。